# 暗色外旗鳚
暗色外旗鳚（學名：Ekemblemaria nigra），為輻鰭魚綱鳚形目煙管鳚科雙角鳚屬的一種，分布於西大西洋哥倫比亞與巴拿馬海域，深度1至4公尺，本魚體延長，頭短鈍，鼻子和眼睛下方的骨頭凹陷且粗糙，沒有刺或骨脊，眼睛上方有1個掌狀觸鬚，口腔頂部兩側各有一排牙齒，背鰭硬棘27枚、背鰭軟條11枚，背鰭硬刺與軟調部之間無凹口，頭部和身體呈深褐色，頭部顏色較淺且有雜色，前鰓蓋骨和鰓蓋骨上覆蓋著一對大的棕褐色斑點，前面的斑點前後都有深色、白色和藍色的邊緣線，眼上觸鬚淡棕褐色，嘴兩側有淺色條紋，嘴唇和下巴帶有藍灰色色調，背鰭和臀鰭前部顏色暗褐色，體長可達6.2公分，棲息在沿海礫石區，通常躲在蠕蟲空巢穴，以小型無脊椎動物為食，雌魚產附著性卵，由雄魚守護魚卵，生活習性不明。